# 동문동 (상주시)
동문동(東門洞)은 대한민국 경상북도 상주시의 동이다. 동쪽으로는 낙동면, 중동면, 서쪽으로는 남원동, 남쪽으로는 동성동, 신흥동, 북쪽으로는 계림동, 북문동과 인접하여 있다. 상주IC가 있어 상주시의 관문 역할을 하며, 외답농공단지를 비롯한 다수의 개별기업이 있어 지역경제 활성화에 큰 역할을 담당하고 있다.

## 개요
동문동은 1986년 상주시 승격에 따라 동문동과 중앙동으로 출범하였으나, 1998년 10월 12일 행정구역 통합으로 동문동과 중앙동이 통합하여 동문동으로 출범, 현재에 이르게 되었다. 중부고속도로 상주IC가 관내에 소재하여 시의 관문 역할을 하고 있으며, 왕산을 중심으로 각급 기관, 단체와 주택, 상가 등이 밀집되어 있는 시가지 도심지역과, 외답 1차, 2차 농공단지와 세계적인 자동차 부품공장인 (주)캐프공장이 소재하는 등 지역경제의 견인차 역할을 담당하고 있는 지역이다.

## 법정동
- 인봉동
- 복룡동
- 서성동
- 서문동
- 화개동
- 외답동
- 헌신동
- 병성동
- 도남동

## 교육
- 상주초등학교
- 상주여자고등학교

## 주거
| 단지명         | 건설사     | 시행사       | 주소                | 입주        | 비고 |
| -------------- | ---------- | ------------ | ------------------- | ----------- | ---- |
| 복룡주공 6단지 | 구산건설㈜ | 대한주택공사 | 삼백로 257 (복룡동) | 2001년 11월 |      |

## 역대 동장
- 1대 김학룡 (1986.1.1 ~ 1988.7.24)
- 2대 박희창 (1988.7.25 ~ 1993.1.11)
- 3대 김상태 (1993.1.12 ~ 1993.6.29)
- 4대 심옥준 (1993.7.1 ~ 1996.2.23)
- 5대 김태증 (1996.2.24 ~ 1996.7.10)
- 6대 김환영 (1996.7.11 ~ 1997.9.19)
- 7대 이경호 (1997.9.20 ~ 2002.8.4)
- 8대 배태식 (2002.8.5 ~ 2004.8.29)
- 9대 이상국 (2004.8.30 ~ 2005.9.4)
- 10대 윤종수 (2005.9.5 ~ 2007.2.27)
- 11대 박성래 (2007.2.28 ~ 2008.2.27)
- 12대 강성자 (2008.2.28 ~ 2008.12.31)
- 13대 김남수 (2009.2.11 ~ 2010.8.15)
- 14대 박기준 (2010.8.16 ~ 2011.7.19)
- 15대 김수겸 (2011.7.20 ~ 2012.6.30)
- 16대 강석도 (2012.7.1 ~ 2013.12.31)
- 17대 김세호 (2014.1.1 ~ 2015.1.14)
- 18대 안창기 (2015.1.15 ~ 2017.6.30)
- 19대 김종두 (2017.7.1 ~ 2018.12.31)
- 20대 박근배 (2019.1.1 ~ 2020.6.30)
- 21대 차영복 (2020.7.1 ~ 2022.11.24)
- 22대 박대환 (2022.11.25 ~ 2023.12.31)
- 23대 이근용 (2024.1.1 ~ 현재)